# Isak Jansson
Pour les articles homonymes, voir Jansson.
Isak Jansson, né le 31 janvier 2002 à Kinna en Suède, est un footballeur suédois qui évolue au poste d'ailier gauche à l'OGC Nice.

## Biographie

### Kalmar FF
Né à Kinna en Suède, Isak Jansson évolue au Skene IF avant de rejoindre le Kalmar FF en mai 2018. Il est intégré à l'équipe première en août 2019,. C'est avec ce club qu'il découvre le monde professionnel, le 1er septembre 2019, il joue son premier match en équipe première, lors d'une rencontre d'Allsvenskan de la saison 2019 face au Malmö FF. Il entre en jeu à la place de Nils Fröling lors de ce match que son équipe perd lourdement par cinq buts à zéro.
Le 1er mars 2020 il inscrit ses deux premiers buts en professionnel, lors d'une rencontre de coupe de Suède face au Jönköpings Södra IF. Son équipe s'impose largement par cinq buts à zéro ce jour-là,.
Il inscrit son premier but dans l'Allsvenskan le 25 avril 2021 contre l'Örebro Sportklubb. Entré en jeu ce jour-là, il marque le seul but de la partie, permettant donc aux siens de l'emporter.

### FC Carthagena
Le 1er août 2022, Isak Jansson rejoint l'Espagne afin de s'engager en faveur du FC Carthagena. Il signe un contrat courant jusqu'en juin 2025,.

### Rapid Vienne
Le 6 février 2024, Isak Jansson rejoint le Rapid Vienne sous la forme d'un prêt jusqu'à la fin de la saison.
Le 28 mai 2024, le Rapid Vienne rachète Isak Jansson. Le jeune suédois de 20 ans s'engage ainsi définitivement avec le club autrichien pour un contrat de quatre ans, soit jusqu'en juin 2028.

### OGC Nice (depuis 2025)
Le 10 juillet 2025, l'OGC Nice officialise la venue de Jansson en provenance du Rapid Vienne.

### En sélection
Isak Jansson est sélectionné avec l'équipe de Suède des moins de 17 ans pour participer au championnat d'Europe des moins de 17 ans en 2019, qui se déroule en Irlande. Jansson prend part à trois matchs dont deux comme titulaire, mais son équipe ne parvient pas à sortir de la phase de groupe.